# Madan Hipperga, Aland
Madan Hipperga là một làng thuộc tehsil Aland, huyện Gulbarga, bang Karnataka, Ấn Độ.